# La Compagnie noire (roman)
 (janvier 2023).
- Si vous ne connaissez pas le sujet, laissez ce bandeau (vous pouvez alors contacter les auteurs).
- Si vous supprimez le contenu mis en cause (vous pouvez préalablement contacter les auteurs),

argumentez précisément cette suppression dans la page de discussion
(un manque de référence n'est pas un argument ; une recherche réelle de référence doit avoir été effectuée, être formellement documentée).
Pour les articles homonymes, voir Compagnie noire.
La Compagnie noire (titre originel : The Black Company) est le titre du premier volet du Cycle de la Compagnie noire et premier tome de la trilogie des Livres du Nord. Cette œuvre  paraît en 1984, sous la plume de Glen Cook, un auteur américain célèbre pour ses écrits de science-fiction, de polar et de fantasy. Relatée par Toubib, médecin de la compagnie, la première des annales débute à Béryl – une des Cités Précieuses – et relate l’engagement de la compagnie dans l’œuvre de La Dame et de son Empire. De l’épique combat avec le forvalaka, aux marées humaines escaladant les remparts de Charme,  des hivers de tempête dans les sombres cités du Nord aux mystérieuses querelles des Asservis, La Compagnie noire conte les aventures d’une bande de mercenaires engagée dans l’histoire la plus fabuleuse depuis quatre siècles.

## Résumé
Installée à Béryl depuis plusieurs années, la Compagnie noire est sous l’égide du Syndic, un dirigeant contesté et depuis peu menacé par des opposants au régime : les Bleus. La situation tourne au vinaigre alors que les différentes factions politiques de la cité se querellent pour savoir à qui reviendra de droit la succession. En outre, une étrange créature mi-femme mi-panthère, un forvalaka (ou panthère-garou), a été délivrée par une des factions, et sème la terreur et la mort sur son passage. La tension semble à son paroxysme lorsqu’un élégant navire aux voiles noir de jais s’arrime au port. L’étrange cavalier noir qui paraît commander l’expédition souhaite proposer un marché au Capitaine.
Ledit messager s’avère être un Asservi, un des sorciers esclaves des temps antiques où le monde tremblait, ravagé par un despote machiavélique — le Dominateur — et sa femme — la Dame. Son arrivée ne peut signifier qu’une chose : la renaissance du mal. Toubib, historien reconnu, explique à demi-mot que lors d’un affrontement passé, la Rose Blanche, magicienne de la Rébellion, a mis fin au règne du couple ténébreux. Ne pouvant toutefois les vaincre, elle les a enterrés vivant, eux et leurs dix Asservis, dans un tombeau souterrain, nommé Les Tumulus.
Volesprit offre à la compagnie une issue de secours au pétrin dans lequel elle se trouve. En échange, cette dernière s’assujettit à la pâle silhouette cauchemardesque. La même nuit, Tam-Tam – un des quatre sorciers de la compagnie, frère de Qu'un-Œil – est tué par le forvalaka, et le Syndic disparaît, libérant la Compagnie noire de son contrat. Traversant la Mer des Tourments, les survivants rejoignent l’Empire de la Dame qui s’avère avoir abandonné son ancien époux aux profondeurs de leur tombeau. Durant le voyage, ils recrutent un nouveau venu, Corbeau, qui laisse derrière lui sa vie passée. Accepté, il reste pourtant à l’écart, se présentant comme froid et distant. Il recueille une jeune fille lors du passage de la Compagnie dans un village dévasté et se promet de veiller sur elle. Sourde et muette, l’enfant reçoit le nom de Chérie.
La guerre fait rage dans les territoires nordiques, le Cercle des Dix-huit, assemblée d’opposants à la Dame menant la vie dure aux Dix. Toubib comprend rapidement que la compagnie est un pion dans les querelles intra-Asservis. Menée de main de maître par le Capitaine, la Compagnie s'attire rapidement les faveurs de la Dame, qui l'emploie petit à petit en tant que troupe d'élite. Leur subordination théorique à Volesprit, et le passé de Corbeau, leur attirent les foudres du Boiteux, un Asservi en guerre quasi-ouverte avec Volesprit.
Toubib participe de près à certaines péripéties politiques : tentative de Volesprit de mettre le Boiteux en difficulté, grâce à Transformeur, un Asservi également opposé au Boiteux, capture de Murmure, général rebelle qui voulait que le Boiteux se joigne au Cercle, et qui finit par être asservie par la Dame... Il se met à écrire des romances à propos de la Dame, inspiré par les secrets qui l’entourent. Cette dernière finit par s’intéresser à lui, en faisant son historien et annaliste officiel. La Compagnie, comme les autres régiments, malgré ses victoires, doit se replier sur Charme – la capitale de l’Empire.
Toubib est plusieurs fois le témoin de vengeances et complots sévissant au sein même des servants de la Dame. Ainsi, il voit naître les tensions entre Tempête et Transformeur, et se retrouve témoin du meurtre du Pendu. Les discordes persistent même lors de la bataille finale de Charme, où, retranchée dans sa tour incommensurable, la Dame se retrouve piégée face à des hordes d’ennemis supérieurs en nombre, tandis que certains Asservis tournent casaque. La bataille tourne rapidement à l’hécatombe, mettant fin à la Rébellion et aux espoirs de trouver une réincarnation de la Rose Blanche, mais également à la vie de la quasi-totalité des Asservis. L'unique survivante apparente, Volesprit, s’avère être à l’origine d’un complot ourdi par le Dominateur, en liaison avec certains des Asservis depuis les Tumulus. Toubib décapite la traître, apprenant au passage qu’il s’agissait de la sœur de la Dame. Revenant au champ de bataille, il retrouve les survivants de la Compagnie, et part à la recherche de Corbeau et Chérie, mystérieusement disparus durant la bataille.
Silence, un autre sorcier de la compagnie, confirme les doutes de Toubib quant à l’identité de la nouvelle réincarnation de la Rose Blanche, Chérie. Les rescapés laissent partir les deux fuyards, leur adjoignant de se cacher de la Dame et de son courroux. Qu’un-Œil découvre la tromperie dont il a été victime, constatant que le forvalaka, responsable de la mort de son frère, n’était autre que Transformeur sous une de ses apparences animales. La légende dit que la Dame sera défaite au prochain passage d’une comète, dans trente-sept années.80